# Sant Just i Sant Pastor d'En
Sant Just i Sant Pastor d'En és l'església del poble nord-català d'En, pertanyent a la comuna de Nyer, a la comarca del Conflent.
Està situada una mica separada al nord-oest del poble, ara en ruïnes, d'En.

## Història
L'església original, del segle ix, va ser refeta al segle xii per fer-la molt més sòlida. La primera menció escrita conservada és relativament tardana, del 1376, quan Jaume Baró d'Eixalada li llegà 6 diners. L'església original, del segle ix, va ser refeta al segle xii per fer-la molt més sòlida.

## L'edifici
El temple és de nau única rectangular, coberta amb volta de canó, rematada per un campanar d'espadanya. L'absis és semicircular. El seu portal és simple, amb dos arcs i dues finestres amb troneres dobles. La porta, de fusta, és molt antiga, però hom en llevà la ferramenta que la decoraven, una part es conserva a l'església de Nyer. D'En també es guarden a la mateixa església parroquial la marededéu (segle xiii) i la imatge del Sant Crist (segle xviii). L'absis central de l'església està ornat amb un fresc medieval que representa una escena de caça. La pintura fou descoberta per l'"Associació de salvaguarda de Sant Just i la Roca de Nyer", i la troballa va ser feta pública pel periodista nord-català Miquel Lloubes a l'Independant el 29 de maig del 2002. Fabien Turbin la restaurà abans del 2006.

## Mobiliari
El mobiliari que s'havia conservat d'aquesta església fou traslladat a la parroquial de Sant Jaume de Nyer.